# Георги Анастасов (художник)
Вижте пояснителната страница за други личности с името Георги Анастасов.
Георги Василев Анастасов е български художник – карикатурист.

## Биография
Георги Анастасов е роден на 14 февруари 1930 година в София. Завършва Художествена академия – София, Графика, 1955 г. в класа на проф. Илия Бешков.
Негови работи са отпечатвани във в. „Стършел“, където дълги години е член на редколегията и завеждащ отдел „Карикатура“, както и във в. „Труд“, „Народна младеж“, „Работническо дело“. Награждаван е с орден „Свети Кирил и Методий“ – първа, втора и трета степен.
Георги Анастасов умира на 19 януари 2012 г.